# Moiré des pierriers
Pour les articles homonymes, voir Moiré.
Erebia scipio
Espèce
Statut de conservation UICN

 LC  : Préoccupation mineure
Le Moiré des pierriers (Erebia scipio) est un lépidoptère appartenant à la famille des Nymphalidae, à la sous-famille des Satyrinae et au genre Erebia.

## Dénomination
Erebia scipio a été nommé par Jean-Baptiste Alphonse Dechauffour de Boisduval en 1832.

### Noms vernaculaires
Le Moiré des pierriers se nomme Larche Ringlet en anglais et Blassbindiger Mohrenfalter en allemand,.

## Description
Le Moiré des pierriers est un petit papillon marron orné d'une bande postdiscale orange entrecoupée par les nervures avec deux ocelles géminés noirs pupillés de blanc à l'apex des antérieures, et aucun ocelle dans la bande postdiscale des postérieures.
Le revers des antérieures est cuivre orangé avec une bande postmédiane plus claire qui porte deux ocelles géminés noirs pupillés de blanc à l'apex. Les postérieurs sont marron foncé chez le mâle gris beige chez la femelle.

## Biologie

### Période de vol et hivernation
Il vole de fin juillet à fin août.

### Plantes hôtes
La plante hôte de sa chenille est Helicotrichon sedenense, dont l'aire de répartition est limitée à la zone des Alpes où réside le Moiré des pierriers.

## Écologie et distribution
Il est uniquement présent dans les Alpes en France et en Italie,.
En France métropolitaine il est présent dans les Alpes, dans les départements de l'Isère, la Drôme,les Alpes-de-Haute-Provence et les Alpes-Maritimes . Suivant d'autres sources il serait aussi présent dans le Vaucluse, la Savoie et les Hautes-Alpes.

### Biotope
Il réside sur des pentes rocheuses et des éboulis.

### Protection
Pas de statut de protection particulier.

## Liens taxonomiques
- (en) UICN : espèce Erebia scipio (Boisduval, 1832) (consulté le 26 mai 2015)
- (en) Tree of Life Web Project : Erebia scipio
- (en) Catalogue of Life : Erebia scipio Boisduval, 1832 (consulté le 16 décembre 2020)
- (en) Fauna Europaea : Erebia scipio Boisduval, 1832 (consulté le 21 mars 2023)